# 国道240号

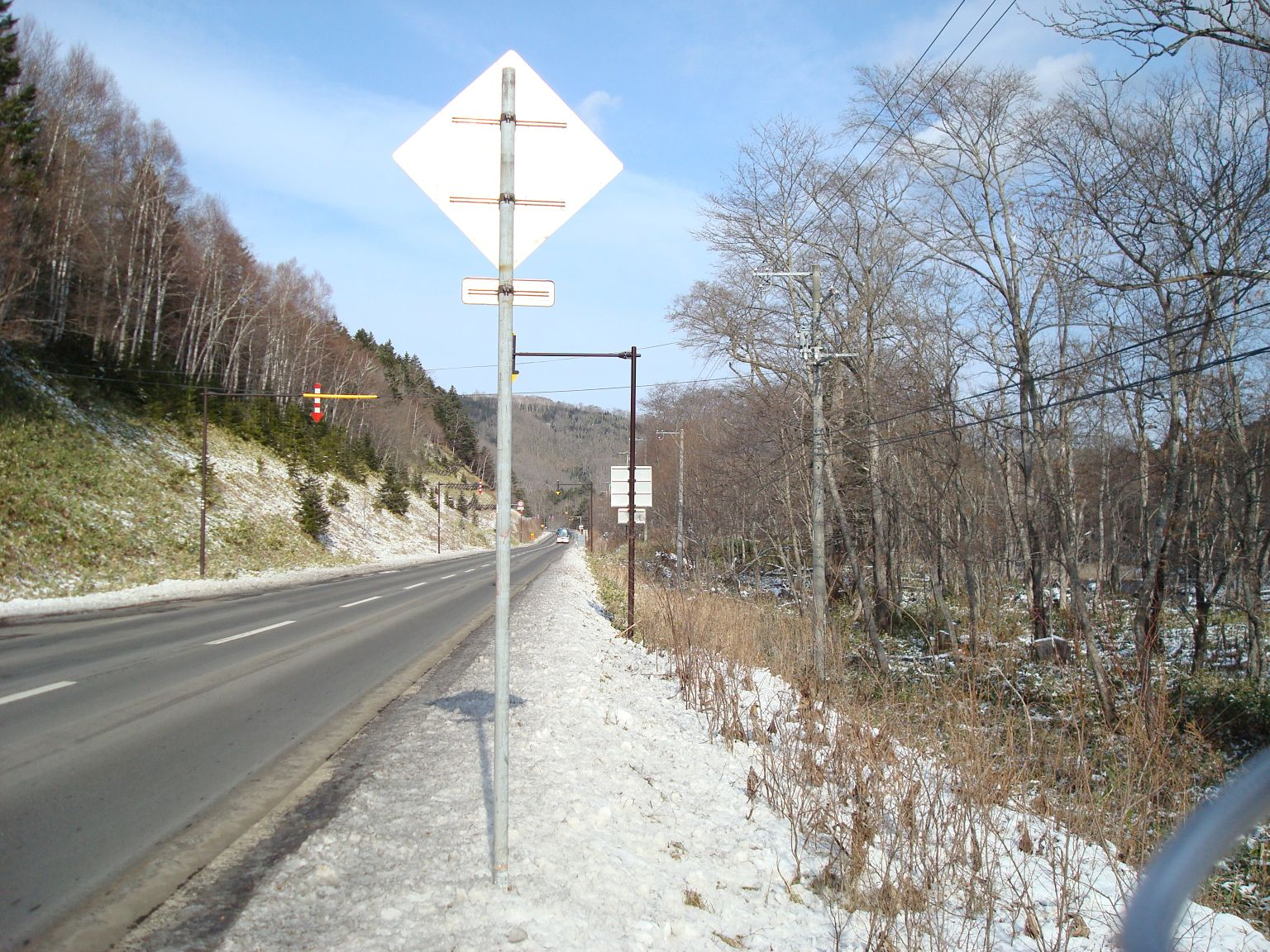
阿寒川沿いの国道240号（釧路市内）

国道240号（こくどう240ごう）は、北海道釧路市から網走郡美幌町を経由して、網走市に至る一般国道である。

## 概要
釧北峠を境に、起点からは「まりも国道」、終点側の国道39号分岐点からは「釧北国道」と称される。

### 路線データ
一般国道の路線を指定する政令に基づく起終点および重要な経過地は次のとおり。
- 起点：釧路市（釧路市大楽毛西2丁目185番50[4]、大楽毛 / 大楽毛西1交差点 = 国道38号・国道336号交点、国道392号起点）
- 終点：網走市（網走市南4条東1丁目1番2[4]、国道39号終点、国道244号起点）
- 重要な経過地：北海道阿寒郡阿寒町[注釈 2]、同道網走郡津別町、同郡美幌町
- 総延長 : 149.3 km（重用延長を含む）[5][注釈 3]
- 重用延長 : 31.0 km[5][注釈 3]
- 未供用延長 : なし[5][注釈 3]
- 実延長 : 118.2 km[5][注釈 3]
  - 現道 : 118.2 km[5][注釈 3]
  - 旧道 : なし[5][注釈 3]
  - 新道 : なし[5][注釈 3]
- 指定区間：全線[6]

## 歴史
網走郡津別町本岐の斜面下を通る760 m区間の土砂崩れ多発地帯において、幾度となく法面対策が行われていた。その後、地すべり地形であることが判明。2003年（平成15年）10月に学識経験者などから成る「本岐法面検討委員会」を設置し、地質や地形の鑑定を行ったところ「安全性から現道の存続は困難」との結論に至った。バイパス新設案と既存道路改修案が検討された結果、費用の面から既存道路が改修されることが決まり、2004年（平成16年）4月に本岐の市街地を通る津別町道および北海道道51号津別陸別線の一部を国道へ編入させ応急的に維持し、現道は廃道となった。国道編入区間は拡張工事が進められるが、土地収用法が行使されるなど計画通りに進んでおらず、5年以上経過した2009年（平成21年）5月現在も続いている。

### 年表
- 1953年（昭和28年）5月18日 - 二級国道240号釧路網走線（釧路市 - 網走市）として指定施行[8]。
- 1965年（昭和40年）4月1日 - 道路法改正により一級・二級区分が廃止されて一般国道240号として指定施行[3]。
- 2004年（平成16年）4月[要出典] - 網走郡津別町大昭・本岐・双葉にかけて経路を変更[9][10]。

## 路線状況

### 通称
- まりも国道[1][11]
- 釧北国道[2]
- 大通（美幌町内）

### 重複区間
- 国道241号（釧路市阿寒湖畔、約11 km）
- 国道39号（美幌町・仲町2丁目交差点 - 終点）

### 道路施設

#### 道の駅
- 釧路総合振興局
  - 阿寒丹頂の里（釧路市）
- オホーツク総合振興局
  - あいおい（網走郡津別町、北見相生駅跡）
  - メルヘンの丘めまんべつ（網走郡大空町、国道39号重複区間内）

## 地理

### 通過する自治体
- 北海道
  - 釧路総合振興局
    - 釧路市

  - オホーツク総合振興局
    - 網走郡津別町 - 網走郡美幌町 - 網走郡大空町 - 網走市

### 交差する道路
釧路総合振興局
釧路市
- 国道38号・国道336号：大楽毛3線（起点）
- 国道38号・国道336号（釧路新道）：大楽毛
- 北海道道65号釧路空港線：鶴丘8線
- 北海道道952号山花鶴丘線：鶴丘9線
- 北海道道222号雄別釧路線：桜田10線
- 道東自動車道阿寒IC : 下舌辛
- 北海道道222号雄別釧路線：阿寒町仲町
- 北海道道835号釧路阿寒自転車道線：阿寒町北町
- 北海道道243号阿寒標茶線：阿寒町舌辛原野
- 国道274号：阿寒町徹別原野34線
- 北海道道667号徹別原野雄別停車場線：阿寒町徹別原野41線
- 北海道道666号徹別原野釧路線：阿寒町徹別原野47線
- 国道241号：阿寒町（オクルシベ交点）
- 国道241号：阿寒町（尻駒別交点）

オホーツク総合振興局
網走郡津別町
- 北海道道768号相生津別停車場線：相生
- 北海道道51号津別陸別線：双葉
- 北海道道494号訓子府津別線：双葉
- 北海道道768号相生津別停車場線：双葉
- 北海道道27号北見津別線：本町
- 北海道道588号屈斜路津別線・北海道道768号相生津別停車場線：大通

網走郡美幌町
- 北海道道217号北見美幌線 : 美富
- 国道243号・北海道道217号北見美幌線：大通（大通北1交点）
- 国道39号：仲町（仲町2交点）

（国道39号との重複区間は省略）
網走市
- 国道244号：南4条東1丁目（終点）

#### 峠
- 釧路総合振興局
  - 釧北峠（標高594 m、釧路市 - オホーツク総合振興局網走郡津別町）